# Wakizaka Yasuharu
Wakizaka Yasuharu, noto anche come Wakizaka Yasuharu (脇坂 安治?; 1554 – 26 settembre 1626), è stato un generale giapponese, daimyō dal periodo Sengoku a quello Edo. Per le sue gesta durante la battaglia di Shizugatake (1583) viene ricordato come una delle Sette lance di Shizugatake.

## Biografia
Wakisaka originariamente servì Akechi Mitsuhide, un vassallo di Oda Nobunaga. Nel 1581 fu uno dei numerosi a condurre le truppe di Nobunaga nell'assedio di Hijiyama. L'anno seguente Akechi tradì Oda Nobunaga e prese il suo potere, ma fu sconfitto due settimane dopo nella battaglia di Yamazaki. Wakisaka si unì quindi al vincitore, Hashiba Hideyoshi, che era diventato una figura di spicco tra i servitori di Nobunaga.
Dopo la battaglia di Shizugatake nel 1583, Wakisaka venne conosciuto come uno degli shichi-hon-yari (七 本 槍), o Sette lance di Shizugatake. Questi sette sarebbero diventati tra i generali più fidati di Hideyoshi, specialmente nel combattimento navale. Wakisaka ricevette il feudo dell'isola di Awaji, del valore di 30.000 koku nel 1585. Fu poi nominato comandante di parte della flotta di Hideyoshi, prendendo parte alle campagne di Hideyoshi del 1587 a Kyūshū, all'assedio di Odawara del 1590 e alle invasioni della Corea (1592-1598).
Nel 1592, Wakisaka guidò 1500 soldati e sbarcò sulla penisola coreana. Venne sconfitto nella battaglia di Hansando. Partecipò a numerose altre battaglie sia terrestri che navali e al termine della fallita invasione ebbe come ricompensa un aumento del territorio di 3.000 koku.
Gli fu ordinato di inviare una marina militare di 1200 uomini durante l'invasione Keichō e annientò l'invasione della flotta coreana guidata da Won Gyun durante un contrattacco nel luglio 1597.
Nel 1600 Wakisaka stava per schierarsi con Tokugawa Ieyasu, ma fu costretto a opporsi a lui, schierandosi con Ishida Mitsunari, perché Mitsunari sollevò l'esercito di Wakisaka quando rimase a Osaka. Il 21 ottobre, durante la decisiva battaglia di Sekigahara, Wakisaka cambiò posizione assieme a Kobayakawa Hideaki. Sconfisse la forza di Ōtani Yoshitsugu e contribuì alla vittoria dei Tokugawa. Dopo la battaglia, Tokugawa permise a Wakisaka di continuare a governare il suo dominio di Awaji.
Negli anni successivi gli fu assegnato il feudo di Ozu, provincia di Iyo, del valore di 53.000 koku. Nel 1617 fu spostato nel feudo di Iida, nella provincia di Shinano.
Era noto per la sua armatura di pelle d'argento che indossava, datagli da un servitore del clan Hatano, Akai Naomasa.
Gli succedette il figlio Wakisaka Yasumoto.